# 핑크퐁과 호기: 새 친구 니니모
《핑크퐁과 호기: 새 친구 니니모》는 더핑크퐁컴퍼니에서 제작한 대한민국의 애니메이션이자, 명탐정 핑크퐁과 호기의 후속작으로, 2024년 9월 21일부터 12월 28일까지 KBS 1TV에서 방영했다.

## 줄거리
신비한 마법의 힘을 가진 핑크퐁은 세상 모든 게 궁금한 호기에게 최고의 단짝!
어느 날, 핑크퐁의 마법이 사라지고 고양이가 나타났다냥!?
기억도 마법도 잃고, 냥줍!했지만 친구들이 있어 핑크퐁은 즐거워!
“친구들과 함께라는 건 마법같은 일이야!”

## 방송 일시
| 방송 채널 | 방송일                      | 방송 시간 |
| --------- | --------------------------- | --------- |
| KBS 1TV   | 2024년 9월 21일 ~ 12월 28일 | 종료      |

## 등장 인물
- 핑크퐁
- 호기
- 제니
- 포키
- 레이첼
- 마이언
- 코코
- 첨리
- 조조
- 베이커
- 태니
- 니니모 (일본 만화 캐릭터)
- 꽉꽉이
- 포키봇
- 망고새
- 아기새

### 목소리 출연
- 조경이 - 핑크퐁, 니니모
- 이소은 - 호기, 마이언, 망고새, 꽉꽉이
- 송하림 - 포키, 코코, 포키봇
- 정혜원 - 레이첼, 첨리
- 장예나 - 제니, 아기새
- 여민정 - 조조, 태니
- 김채하 - 베이커
- 마이크 얀시 - 독수리, 괴물

### OST
- 김조이, 김지원, 손서우, 조경이 - 오프닝
- 강지후, 다니엘라 이든 - 엔딩
- 삽입곡
- 김조이, 김지원, 손서우, 송하림, 이소은, 장예나, 정혜원, 조경이 - 뮤지컬송 노래

## 제작진
- 이태헌 - 책임 프로듀서
- 이순주, 최원희, 강경아, 김우진, 김은규, 김향희, 정유미 - 프로듀서
- 김형교 - 감독
- 더핑크퐁컴퍼니 - 기획 원작 제작
- 김민석, 박한솔 - 제작 총괄
- 권빛나, 주혜민 - 사업 총괄
- 차한결 김순곤, 문수빈, 하윤정, 함초롬 - 조연출
- 김형교, 김혜연, 박은설, 박호영 - 시나리오 / 각본
- 박지연, 이지혜 - 스토리보드
- 제이미 크렌 - 문화 감수
- 김혜민 - 아트디렉터
- 김유은, 배상화, 유대성, 이혜원, 정여진, 정하은 - 캐릭터 /배경 / 소품 디자인
- 김찬희, 송상영, 홍수민 - 모션 그레픽
- 최상호, 유경수 - 에셋 슈퍼바이저
- 배윤민, 육보람, 이혜원, 장하림, 정민혁, 최승아 - 모델링 / 서페이싱
- 구혜린, 이경민, 임준걸, 정예지 - 리깅
- 한정섭 - 파이프라인 TD
- 안용구, 김성민, 전빛나 - 애니메이션 슈퍼바이저
- 김미진, 손주영, 송영진, 유명철, 이금환, 전민정, 정예림 - 애니메이션
- 최재성, 김아란, 정슬빈 - 룩디벨롭먼트 / 라이팅 / 합성
- 김종순, 최재성 - FX
- 고민정, 김예원, 이도연, 박지윤, 염소정, 정구승 - 뮤지컬송 감독
- 고민정, 박지윤 - 오프닝 /엔딩곡 기획
- 베이비샤크뮤직스튜디오, 누보 - 노래 녹음 / 믹싱  / 마스터링
- 김정아(사운즈쿨) - 배경 음악
- 양성규(라퓨타 뮤직) - 음향 호과
- 강희중, 부유정(파피스 스튜디오) - 녹음 / 믹싱 / 마스터링
- 새로핌, 캐릭션 - 제작 협력
- 김난새, 김민지, 이동하, 정예은 - 배급
- 김현주, 윤현조, 임정현 - 배급 마케팅
- 최예지, 김주현, 김지경, 이상아 - 브랜드 디자인
- 오은지 - 홍보 영상
- 정상빈(KBS미디어) - 홈페이지 제작
- 이수은 - 종합편집
- 황은서 - 자막디자인
- 이순주 - 연출
- KBS - 기획
- 더핑크퐁컴퍼니 - 제작
- 2024 더핑크퐁컴퍼니 All Rights Reserved. - 저작권

## 방영 목록
| 화차       | 주제                       | 방송 일자        |
| ---------- | -------------------------- | ---------------- |
| 1화        | 핑크퐁의 마법이 사라졌어요 | 2024년 9월 21일  |
| 2화        | 수수께끼 고양이, 니니모!   | 2024년 9월 28일  |
| 3화        | 마법은 하루에 한 번만      | 2024년 10월 5일  |
| 4화        | 모두의 놀이기구            | 2024년 10월 12일 |
| 5화        | 많아도 너무 많아           | 2024년 10월 19일 |
| 6화        | 호기의 안경                | 2024년 10월 26일 |
| 7화        | 딸랑딸랑! 제니가 나타났다! | 2024년 11월 2일  |
| 8화        | 레이첼의 비밀 일기         | 2024년 11월 9일  |
| 9화        | 정리는 어려워              | 2024년 11월 16일 |
| 10화       | 마법 햇살                  | 2024년 11월 23일 |
| 11화       | 레이첼과 아기새            | 2024년 11월 30일 |
| 12화       | 어디있니, 니니모?          | 2024년 12월 21일 |
| 최종화(13) | 핑크퐁의 마법의 비밀       | 2024년 12월 28일 |

## 결방 및 편성안내
- 2024년 12월 7일: KBS 뉴스특보 윤석열 탄핵 제1차 국회 생중계의 관계로 인해 결방했다.
- 2024년 12월 14일: KBS 뉴스특보 윤석열 탄핵 제2차 국회 생중계의 관계로 인해 결방했다.